# Johannes Kühnel (Politiker)
Johannes Kühnel (* 24. Juni 1950 in Chemnitz) ist ein deutscher Lehrer sowie Politiker (CDU) und ehemaliges Mitglied des Sächsischen Landtages.

## Leben
Johannes Kühnel besuchte die EOS und absolvierte sein Abitur in Zwickau. Es folgte ein Diplomlehrerstudium für Mathematik und Physik in Dresden. Das Staatsexamen machte er im Jahr 1973. Anschließend war er bis 1982 Diplomlehrer in Wolfen-Nord und ab 1982 in Zwickau. Ab 1990 war er Direktor einer Schule.
Kühnel ist evangelisch, verheiratet und hat zwei Kinder.

## Politik
Johannes Kühnel war ab 1990 Abgeordneter der Stadtverordnetenversammlung Zwickau. Er war auch Mitglied des Kreisvorstandes der CDU. Im Oktober 1990 wurde Kühnel über den Wahlkreis 75 (Zwickau II) in den Sächsischen Landtag gewählt, dem er für eine Wahlperiode bis 1994 angehörte. Dort war er unter anderem im Ausschuss für Schule, Jugend und Sport und im Petitionsausschuss tätig.